# صادق أباد (ديواندرة)
صادق أباد (بالفارسية: صادق‌آباد) هي قرية تقع في قسم حسين‌آباد الشمالي الريفي (مقاطعة ديواندرة) في إيران. يقدر عدد سكانها بـ 179 نسمة بحسب إحصاء 2016.